# Расправляя крылья
«Расправляя крылья» («Редкая птица») — российский фильм 2023 года режиссёра Ольги Музалёвой.
Премьера фильма состоялась 8 мая 2023 накануне Дня Победы в онлайн-кинотеатре KION.
Через год 9 мая 2024 фильм вышел в расширенной версии в виде четырёхсерийного мини-сериала «Редкая птица».

## Сюжет
1943 год. Анна Петрова — боевая лётчица-истребитель, которая получила тяжёлое ранение, но вернулась в строй и в тылу работает ведущим инженером на авиазаводе, проводя испытания нового истребителя «Кречет». Руководство завода поручает ей вместе с майором Зотовым перегнать опытный образец «Кречета» на фронт и подготовить юных выпускниц лётного училища ведению воздушного боя.
События являются художественным вымыслом, однако прототип героини — общая судьба лётчиц 586-го женского истребительного авиационного полка.

## В ролях
- Катерина Шпица — Анна
- Александр Горбатов — Зотов
- Сергей Пускепалис — Деев, директор завода
- Михаил Тройник — Баринов
- Кирилл Гребенщиков — Роговой
- Дмитрий Муляр — Шаров, следователь
- Кирилл Запорожский — Шутов
- Алексей Коряков — Щедрык
- Евгений Кошелев — Супонев
- Владимир Брест — Крылов, начальник лётного училища
- Ирина Латушко — Рая
- Екатерина Чаннова — Галина
- Александра Соловьёва — Тамара
- Василиса Немцова — Танюша
- Егор Горин — Колька
- Максим Севриновский — Слуцкий
- Сергей Грузинов — Водяй
- Николай Сердцев — Овератт
- Елена Ворончихина — Надя
- Евгения Лезгинцева — Полина
- Ирина Жёлтикова — Наташа
- Артём Шевченко — Бриггель
- Илларион Маров — Ральф

## Съёмки
Съёмки велись на базе компании «Военфильм-Медынь» в Калужской области на аэродроме Дракино в Серпухове, а также в Чехове и в Москве.

## Критика и показ
Кинокритик Сергей Хамзин отмечал, что в последнее время вышло немало фильмов о военных лётчиках: «1941. Крылья над Берлином» (2021), «Девятаев» (2021) и «Лётчик» (2021), «но „Расправляя крылья“ отличаются большей лиричностью, всё-таки главная героиня — женщина со всеми присущими слабому полу недостатками. От этого она воспринимается как настоящая, не искусственная, ей доверяешь и искренне за неё переживаешь». Показанный на День победы в 2024 году вместе с вышедшем в том же году высокобюджетным фильмом «Воздух», фильм вошёл в Топ-5 фильмов на онлайн-кинотеатре «Иви» в мае 2024 года.

## Фестивали
- 2024 — Фестиваль военного кино имени Ю. Н. Озерова — фильм был фильмом-открытия фестиваля, Екатерина Шпица награждена Специальным хрустальным призом имени Николая Олялина «За актёрское мастерство» в создании ярких образов в нескольких военных картинах[8][9].
- 2024 — XXXVII кинопремия «Ника», в первый этап голосования на номинантов за работу в фильме были включены в категориях «Лучшая женская роль» — Катерина Шпица, «Лучшая мужская роль» — Александр Горбатов, «Лучшая мужская роль второго плана» Михаил Тройник, «Лучшая операторская работа» — Пётр Духовской, однако не получили номинации[10].